# Maserati GranTurismo II
La Maserati GranTurismo est une voiture de sport Grand Tourisme du constructeur automobile italien Maserati produite à partir de 2023. Elle succède à la Maserati GranTurismo I et elle est disponible avec un moteur thermique ou une motorisation électrique nommée GranTurismo Folgore (foudre en italien) .

## Présentation
La ligne extérieure de la GranTurismo est dévoilée le 21 août 2022 au Pebble Beach Concours d'Elegance dans sa version électrique Folgore. La version de série est présentée le 3 octobre 2022.
Elle est produite dans l’usine historique de Maserati, à Modène.
En octobre 2023, le groupe Stellantis ferme l'usine Stellantis de Mirafiori et cesse la production de la GranTurismo pendant deux semaines en raison de l'insuffisance des ventes du modèle.

### GranCabrio
Le 29 février 2024, Maserati présente la version cabriolet de la GranTurismo appelée GranCabrio.
Elle est équipée d'une capote en tissu qui s'ouvre (et se ferme) en 14 s jusqu'à une vitesse de 50 km/h. Elle reprend les motorisations thermique et électrique de la GranTurismo.

## Caractéristiques techniques

### Motorisation
Alors que la première génération GranTurismo faisait appel à un moteur V8 Ferrari, la seconde génération reçoit le moteur V6 de la Maserati MC20, conçu et produit en interne et nommé Nettuno. Ce moteur de 3 litres de cylindrée est disponible en deux versions : Modena de 490 ch pour 600 N m de couple, et Trofeo de 550 ch et 650 N m de couple.
| Logo de Maserati            | GranTurismo                                           | GranTurismo                                           | GranCabrio                                            |
| Logo de Maserati            | Modena                                                | Trofeo                                                | Trofeo                                                |
| --------------------------- | ----------------------------------------------------- | ----------------------------------------------------- | ----------------------------------------------------- |
| Moteur                      | 6-cylindres en V à 90°                                | 6-cylindres en V à 90°                                | 6-cylindres en V à 90°                                |
| Alimentation                | Turbocompressé                                        | Turbocompressé                                        | Turbocompressé                                        |
| Cylindrée (cm3)             | 2 992                                                 | 2 992                                                 | 2 992                                                 |
| Puissance maximale ch       | 490                                                   | 550                                                   | 550                                                   |
| au régime de (tr/min)       | 6500                                                  | 6500                                                  | 6500                                                  |
| Couple maximal (N m)        | 600                                                   | 650                                                   | 650                                                   |
| au régime de (tr/min)       | 3000                                                  | 3000                                                  | 3000                                                  |
| Boîte de vitesses           | Automatique 8 rapports à convertisseur de couple (ZF) | Automatique 8 rapports à convertisseur de couple (ZF) | Automatique 8 rapports à convertisseur de couple (ZF) |
| Transmission                | Intégrale                                             | Intégrale                                             | Intégrale                                             |
| Vitesse maximale (km/h)     | 302                                                   | 320                                                   | 316                                                   |
| 0-100 km/h (s)              | 3,9                                                   | 3,5                                                   | 3,6                                                   |
| 0-200 km/h (s)              | 13,0                                                  | 11,4                                                  | 12,2                                                  |
| Consommation (L/100 km)     |                                                       |                                                       |                                                       |
| Émissions de CO2 (g/km)     |                                                       |                                                       |                                                       |
| Capacité du réservoir (L)   | 70                                                    | 70                                                    | 70                                                    |
| Masse à vide (kg)           | 1795                                                  | 1795                                                  |                                                       |
| Dimensions des pneumatiques | Avant : 265/30 R20 Arrière : 295/30 R21               | Avant : 265/30 R20 Arrière : 295/30 R21               | Avant : 265/30 R20 Arrière : 295/30 R21               |
| Norme environnementale      | Euro 6d                                               | Euro 6d                                               | Euro 6d                                               |

### GranTurismo Folgore
La Folgore  (foudre en italien) est la version 100 % électrique de la GranTurismo II produite à partir de 2023.
La version électrique est dotée de trois électromoteurs à aimant permanent de 300 kW chacun, un à l'avant et deux à l'arrière, pour une puissance totale installée de 1 200 ch, mais une puissance combinée disponible de 761 ch et 1 350 N m de couple. Elle dispose également d'une fonction « MaxBoost » permettant d'obtenir momentanément 830 ch.
L'ensemble moteur est alimenté par une batterie d'une capacité brute de 92,5 kWh et utile de 83 kWh. La batterie peut être rechargée sous 800 V jusqu’à 270 kW ou 50 kW en 400 V.
| Logo de Maserati                 | GranTurismo Folgore           |
| -------------------------------- | ----------------------------- |
| Puissance moteur électrique (kW) | avant : 300 arrière : 2 x 300 |
| Puissance maximale (ch)          | 761 MaxBoost : 830            |
| Couple maximal (N m)             | 1350                          |
| Transmission                     | Intégrale                     |
| Vitesse maximale (en km/h)       | 325                           |
| 0-100 km/h (en s)                | 2,7                           |
| 0-200 km/h (en s)                | 8,8                           |
| Masse à vide (kg)                | 2260                          |
| Batterie                         |                               |
| Type                             | Lithium-Ion                   |
| Capacité brute (kWh)             | 92,5                          |
| Capacité nette (kWh)             | 83                            |
| Autonomie en cycle WLTP (km)     | 450                           |
| Temps de recharge                |                               |
| Sur une Wallbox 11 kW            |                               |
| Sur une borne 22 kW              | 4 h                           |
| Sur une borne 150 kW (DC)        | 18 min (20 à 80 %)            |

## Finitions

### Séries spéciales
- PrimaSerie, 150 exemplaires en 2023[12]
- Maserati GranCabrio Folgore Tignanello (2024), modèle unique qui célèbre les 50 ans de la maison viticole Marchesi Antinori[13]